# Débora Menezes
Pour les articles homonymes, voir Menezes.
Débora Bezerra de Menezes, née le 18 mai 1990, est une taekwondoïste handisport brésilienne, concourant chez les +58 kg.

## Biographie
Débora Menezes est née sans avant-bras droit. Avant de faire du taekwondo, elle joue au futsal au niveau national pendant 12 ans. Elle commence le para-taekwondo en 2013.

## Carrière
En 2019, Menezes devient la première athlète brésilienne à remporter les championnats du monde en battant l'Ouzbèke Guljonoy Naimova 7-3. La même année, elle remporte le bronze aux Jeux parapanaméricains à Lima.
Aux Jeux paralympiques d'été de 2020, elle perd en finale face à l'Ouzbèke Naimova et doit se contenter de l'argent.

### Vie privée
Elle est ouvertement lesbienne.

## Palmarès
| Date | Compétition            | Lieu    | Place |
| ---- | ---------------------- | ------- | ----- |
| 2017 | Championnats du monde  | Londres | 5e    |
| 2019 | Championnats du monde  | Antalya | 1re   |
| 2019 | Jeux parapanaméricains | Lima    | 2e    |
| 2021 | Jeux paralympiques     | Tokyo   | 2e    |